# Taraka

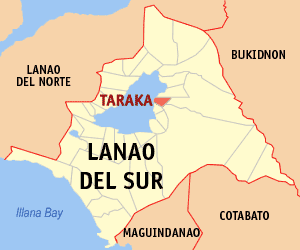
Bản đồ Lanao del Sur với vị trí của Taraka

Taraka là một đô thị hạng 4 ở tỉnh Lanao del Sur, Philippines. Theo điều tra dân số năm 2000 của Philipin, đô thị này có dân số 18.832 người trong 2.548 hộ.

## Các đơn vị hành chính
Taraka được chia ra 43 barangay.
| - Bandera Buisan - Boriongan - Borowa - Buadi Dingun - Buadi Amao - Buadi Amunta - Buadi Arorao - Buadi Atopa - Buadi Dayomangga - Buadi Ongcalo - Bucalan - Cadayonan Bagumbayan - Caramat - Carandangan Calopaan - Datu Ma-as | - Dilabayan - Dimayon - Gapao Balindong - Ilian - Lumasa - Lumbac Bagoaingud - Lumbac Bubong Maindang - Lumbac Pitakus - Malungun - Maruhom - Masolun - Moriatao Loksa Datu - Pagalamatan - Pindolonan | - Pitakus - Ririk - Salipongan - Lumasa Proper (Salvador Conch - Sambolawan - Samporna Salamatollah - Somiorang Bandingun - Sigayan Proper - Sunggod - Sunding - Supangan - Tupa-an Buadiatupa - Buadi Amunud - Mangayao |